# 倉持由香
倉持 由香（くらもち ゆか、1991年（平成3年）11月6日 - ）は、日本のタレント、グラビアアイドル、女優。ジースター・プロ所属。
千葉県船橋市出身。夫はプロゲーマーのふ〜ど。グラビアアイドルとしては100cmのヒップが持ち味であった
。

## 経歴
『週刊少年マガジン』のグラビアで「グラビアアイドル」という職業にあこがれを持ち、13歳のころに「倉持結香」名義で東京図鑑に所属しデビュー。撮影会モデルとしての仕事が主だったが、事務所の先輩にお菓子系アイドルがいたため、事務所には雑誌『Cream』のバックナンバーがあり、女体への興味とフェチ心を育む。後述のように事務所を拠点に生活をしており、不定期にスクール水着姿などで「Stickam」でファミコンのゲーム実況も行っていた。当時は結果に繋がらなかったが、のちにゲーム仕事をする際には糧になったという。
ライブドアブログで活動を展開していたが、2010年4月以降更新がなくなり消滅。その代替措置として、同年8月にアメブロにブログを開設したが、本人曰く「以前の芸名が使えなくなってしまうので」と、事務所との契約が終了したことを示唆する発言をしている。
「倉持結香」時代の2008年4月14日に、通学途中のJR山手線内で痴漢被害に遭うが、当時のマネージャーから教わった空手を使い痴漢を捕まえ、警察に引き渡した。この顛末から新聞記事への掲載やテレビ番組に出演するなど、脚光を浴びる。当時は空手三段であるマネージャーから心と体を鍛えることを勧められ、両手両足に合計10kgの重りを装着して通学していた。また、東京都中野区から埼玉県秩父市まで自転車で片道約100kmを走り、山籠りをしてから東京まで往復した事が3回あるという。
2010年3月の高校卒業の頃までは、推薦試験等で美術学校を志望していたものの進学には至らず。浪人して受験勉強を続け多摩美術大学に合格するも経済的事情により進学を断念、共立女子大学に進学。同月、新しい芸名が「倉持由香」に決まったことを報告。同年12月に株式会社G.P.Rへの移籍を発表した。
2012年10月20日、主演映画『タリウム少女の毒殺日記』が第25回東京国際映画祭で「日本映画・ある視点」部門作品賞を受賞。グリーンカーペットに登場した。また、同作品でロッテルダム国際映画祭にも登壇。
2013年7月より『アイドルの穴』2013候補生（エントリーNo29）として活動。「私のお尻に入れて下さい」と発言した(私の自慢のお尻が気に入ったら、私に票を入れて下さいの意味)。同年8月31日放送回で前週までのランキング上位12名に残れず脱落したが、準日テレジェニックベスト巨尻賞を受賞。この当時の活動から「知名度ピラミッド理論」に辿り着き、自分の活動を知る人たちのすそ野を広げることをより意識するようになる。
2014年1月からは、「グラドル自画撮り部」と称し、Twitter上で自らの写真を頻繁にアップロードしていく活動を始める。ここで行われている一連の呼びかけがグラビアアイドル達から賛同され、話題となる。このハッシュタグづくりは、当時雑誌を席巻していたグループアイドルたちへの対抗手段の一つとして編み出したもので、当時のマネージャーなどから「安売りなのでは」、「DVDが売れなくなるのでは」とも危惧されたが、結果的に知名度を広げ、メディアからも認知されるきっかけとなった。
2014年6月より高崎聖子、鈴木咲とともに「ポニーキャニオングラドル映画宣伝部」として映画『大脱出』『ラッシュ/プライドと友情』『ローン・サバイバー』のPR活動を行う。
2016年7月よりAbemaTV『土曜の夜は尻上がり ピーチゃんねる』のレギュラーとなることが発表された。
2017年3月24日、ミスiD2018の審査員に参加することが発表された。
2019年11月5日、約10年間の交際期間を経て、Cygames Beast/Razer所属のプロゲーマーであるふ〜どと結婚したことを自身のブログで報告した。
2020年12月26日、自身のブログで第1子を妊娠していることを報告。
2021年6月1日、第1子となる3480グラムの男児を出産した。
2024年4月4日、自身が出演するEテレの番組『バリバラ』と放送後のX（旧Twitter）で、2歳8か月になる息子が自閉スペクトラム症である事を明かした。
ゲームにまつわるタレント業のほか、結婚、出産後も『週刊プレイボーイ』誌上にてグラビアアイドルとしての活動を継続。ネットを中心に批判意見もあったことから、グラビアに関してはDiscordサービス内でファン向け主体に行っている。

## 人物
- 兄が1人いる[36]。9歳離れており、兄が買った雑誌（漫画雑誌のグラビアと『裏モノJAPAN』）の影響がグラビアアイドル、ひいては女体への興味の根源であったと自著で述べている[37]。自宅にあった兄の購入した漫画本『BOYS BE…』、『寄生獣』、『まじかる☆タルるートくん』も読み込んでおり、性的に影響を受けた漫画にも挙げられている[37]。
- 「100cmのもっちりヒップ」をキャッチコピーとしていて、自身を「尻職人」または「グラドル自画撮り部 部長」と称して[18]、巨尻を強調したプロモーションが多く、「お尻の方が（私の）顔みたいなもの」と発言している。かつては大きな尻がコンプレックスで[38]、当初のヒップサイズを本来の90cmから87cmと公称していたが、2012年頃に撮影時のカメラマンから「君はお尻が綺麗だし、大きいから売りにした方がいい！」武器にしなかったらただの無駄ジリになるぞ！[18]と言われたことがコンプレックスを武器へと変える切っ掛けとなった。
- ヒップサイズが大きい故に、何かしらの動作をしたり、時間の経過とともに着用している水着が、自然とすぐに尻肉へ食い込んで、常に「Tバック状態」にまでなってしまうことから、チャームポイントを「全自動Tバック」と称し、「Tバックは絶対に穿かない主義」とするなど独特なこだわりを持っている。また「Tバックよりも（水着が）食い込んだ状態のシワがエロい」と語っており、魅せ方のポリシーとしている。2013年頃からほぼ毎日、Twitter上で自画撮りをアップロードした事が話題となり、「グラドル自画撮り部の創設者」とされ、各サイトに「尻職人」として紹介されている[18]。また、尻職人としての活動を始める以前は、Twitterのフォロワー数が3000人程度であったものの、尻職人が定着してからは、フォロワー数が30000人以上にまで増えた。当時マネージャーに「安売りするようなことは……」と注意されたが、パイが小さくなってる時こそ、ティッシュ配りの要領が必要だと戦略的に始めたことだったという[6]。
- ぽってりとした唇も特徴で、本人はコンプレックスに感じていたものの、ファンから褒められるようになってからはチャームポイントとして考えるようになったという[39][40]。
- 趣味は漫画喫茶通い、ゲーム、食べ歩き[41]、競馬、麻雀。特技はイラストや漫画を描くことと、足でファミコンをすること（スーパーマリオブラザーズを8-1までクリアできる）。夫のふ〜どとは、『ストリートファイターIV』をきっかけに出会ったという[31]。
- 霊的なものや無音の空間など、怖いものが苦手。
- 吉木りさ、ほしのあきなどの人物を尊敬している。
- 仲の良いタレントは、吉田早希・鈴木咲・菜乃花・青山ひかる。
- 「エルメスのバッグ」を欲しがっていたところ、兄から「エルメス」の「ガンプラ」をプレゼントされた事から、ガンダムに魅了された。
- 筋トレやランニングを通じて、ダイエットに心掛けている。特にランニングでは、アンクルウェイト（足に付ける重り）を付けて走っている[42]。
- 『ヤングアニマル』2013年1月25日号より、「撮って下さいっ！」を連載。
- 駆け出しのころは金銭面で苦労しており4年ほど事務所に寝泊まりしていた[43]。当時は学校にも通えず不登校であり、拠り所であったと述懐している[9]。

### 競馬・麻雀関連
- 2016年8月、日本中央競馬会(JRA)が開設した「Umabi」で「うまびピープル」の新メンバーとなり、北九州記念で万馬券を的中させた[44]。
- 2016年12月末にAbemaTVで行われた『すっぴん麻雀 ～優勝賞金100万円！負けたらその場ですっぴん公開！～』にて優勝し、賞金の100万円を手に入れた[45]。
- 2017年4月16日に開催された皐月賞で三連単を的中させ、100万馬券を手に入れた[46][47]。
- エリザベス女王杯、オークス等で三連単を的中。2017年5月末までに計7回万馬券を獲得している[48]。
- 2017年5月28日に開催された日本ダービーにてまたしても三連単を的中させ、「うまびピープル」6人による大阪杯からダービーまでのG1予想合戦を制し、うまびクイーンに輝いた[49]。
- 2017年6月4日に開催された安田記念で三連単・三連複を的中させ、計32万6500円を手に入れた[50]。

## 出演

### テレビドラマ
- やれたかも委員会 エピソード2「クラブナイト編」（2018年5月7日（6日深夜）、MBS / 5月9日（8日深夜）、TBS） - マリエ 役[51]
- 癒されたい男（2019年5月9日、テレビ東京）第5話 - 店員・昭和カオル子 役

### バラエティ・情報番組
- なりギャル.TV プロジェクトX（2005年4月 - 9月、チバテレビ)
- 真夜中のおバカ騒ぎ!（2013年12月 - 2014年3月、TOKYO MX） - レギュラー
- ゲームってeですね!（2020年12月 - 2021年4月、KBS京都） - MC・司会進行[注 3]

### インターネットテレビ
- 土曜の夜は尻上がり!「ピーチゃんねる」（2016年7月16日 - 2018年7月1日、AbemaTV） - MCアシスタント
- すっぴん麻雀 presents ガチンコ脱衣麻雀（2017年4月22日、AbemaTV）-  プロデュース兼任[52]
- 尻博士・倉持由香 VRグラドル研究所（2017年10月27日、360Channel） - MC（全14回、VR動画）[53]

### ラジオ
- まんが王国 presents 世界はまんがで出来ている!（2020年8月1日 - 、TOKYO FM） - パーソナリティ（狩野英孝と担当）[54]

### PV
- バロック-たとえば君と僕
- Amour MiCo-飛び込み営業お姉さん-営業3課 倉持由香
- どぶろっく-もしかしてだけど、ミュージックビデオDVD

### 映画
- 新天然華汁さやか（2010年、監督：宇田川大吾 ） - 蒼木そら 役 ASIN B00329NWBU
- タリウム少女の毒殺日記（2013年7月6日公開、監督：土屋豊）- 主演・タリウム少女 役
- デスフォレスト 恐怖の森2（2015年3月21日公開、監督：一見正隆） - 主演・キズキ 役
- 劇場版 忍者じゃじゃ丸くん（公開日未定、監督：柴田愛之助） - ヒロイン・さくら姫 役
- 飼い猫（2016年4月1日公開、監督：金田敬） - 主演・ミーコ 役
- 野獣（クーガ）の城～女子刑務所～（2017年3月26日公開、監督：奥渉）[55] - 主演・若村理緒 役
- 牙狼〈GARO〉-月虹ノ旅人-（2019年10月4日公開、監督：雨宮慶太） - ミサキ 役

### Vシネマ
- ワーキングデッド〜“特に面倒くさい”働くゾンビたち（2015年4月8日、アミューズソフトエンタテインメント）
- 野獣の城〜女子刑務所〜（2017年4月7日・5月5日） - 主演・若村理緒（元刑事） 役 ※全2作
- 發の竜〜逆転の闘牌〜第二章（2017年7月7日） - 北條美咲（女流プロ）

### 舞台
- アリスインプロジェクト「時空警察ヴェッカーχ 彷徨のエトランゼ」（2012年6月20日 - 24日、六行会ホール） - 紫堂涼子 役
- CORNFLAKES 第11回公演「グッバイシェイクスピア!!!」（2014年6月4日 - 9日、中目黒キンケロシアター）
- スーパーダンガンロンパ2 THE STAGE 〜さよなら絶望学園〜2017（2017年3月16日 - 26日、Zeppブルーシアター六本木） - 罪木蜜柑 役（高野祐衣とダブルキャスト）
- 舞台『義風堂々!!』（2017年11月17日 - 26日・12月9日・10日、AiiA 2.5 Theater Tokyo 他）- 薄雲 役

### CM
- エスカップ『がんばる人々 六本木』篇（エスエス製薬）
- 白泉社『イシャコイ』WebCM（白泉社）[56]
- 倉持由香×G-Tune WEB動画15秒・30秒編 A・B・E・D（マウスコンピューター）
- ジョージア『週刊ジョージア』CA編(日本コカ・コーラ)
- ヴァルキリーコネクト『ヴァルコネガールズ』WebCM（Ateam）
- スピードブレスケア『本気ビンタ』（小林製薬）

### ゲーム
- RPGツクール フェス（2016年11月16日配信、角川ゲームス） - ニンテンドー3DS。「グラドルクエスト」を制作[57]。
- ラノゲツクール（2017年6月12日配信、角川ゲームス） - スマートフォンアプリ。「リプライ」を制作[58]。
- 100万人のWinning Post（2017年8月29日、コーエーテクモゲームス） -　スマートフォンゲーム。コラボイベント開催。

### イベント
- 週末のハーレム（2018年3月17日、集英社） - 川崎あや、長澤茉里奈、青山ひかる、RaMu、菜乃花との合同撮影会[59]。

### その他
- BSイレブン住之江ボートレース中継（アシスタント、BS11、2023年5月6日-）[60][61][62]

## 作品

### デジタル写真集
- 機動少女クラユカ（2006年11月/東京図鑑エンタテインメント）(倉持結香名義)
- 倉持由香A＋2（2014年12月5日/DMM.com）
- 倉持由香の女子校生とは何事か（アイロゴス）
- 3年Ｂ組尻デカ先生（アイロゴス）
- 尻神（アイロゴス）
- オトナの業務命令（アイロゴス）
- 今 尻を想う（ラインコミュニケーションズ）

### DVD
- くらもちゆか。（2007年5月15日、東京図鑑エンタテインメント）（倉持結香名義）
- まいにちくらもっち（2013年3月31日、BNS）
- 妄想マテリアル（2013年6月28日、スパイスビジュアル）
- くらもちいい尻（2013年12月6日、イーネット・フロンティア）
- パンチュ（2014年3月15日、Picoche）
- 桃尻彼女（2014年6月20日、ラインコミュニケーションズ）
- いいなりもっちー飼育日記（2014年9月25日、イーネット・フロンティア）
- みすど mis*dol 魅せたがりな彼女（2014年12月19日、M.B.Dメディアブランド）
- 台湾行ったら思いの外、いろいろ発展しすぎちゃった件（2015年3月25日、ワニブックス）
- 桃尻彼女2（2015年6月20日、ラインコミュニケーションズ）
- 桃尻三昧（2015年10月20日、ラインコミュニケーションズ）
- 恋愛イミグレーション（2016年2月18日、ギルド）
- 桃尻彼女4you（2016年5月20日、ラインコミュニケーションズ）
- 倉持センセ（2016年8月25日、エアーコントロール）
- 恋のリポート（2017年1月20日、イーネット・フロンティア）

### BD
- 桃尻彼女2（2015年6月20日、ラインコミュニケーションズ）
- 桃尻三昧（2015年10月20日、ラインコミュニケーションズ）

### VR
- 倉持由香、此処に居ます。 (2019年1月11日、ファンタスティカ、VR)
- 倉持由香がBARの店員で僕を誘惑して自宅にまで連れ込んでしまう、そういう世界。(2019年1月18日、ファンタスティカ、VR)
- 牢獄に入ったら看守が倉持由香だったけどいつの間にか立場逆転したり、そんな世界。(2019年1月25日、ファンタスティカ、VR)

## 書籍

### 写真集
- 東京尻百景（2014年5月27日、双葉社、撮影：中山雅文） ISBN 978-4575306750
- 台湾驚異的美尻集（2014年11月27日、ワニブックス、撮影：中山雅文） ISBN 978-4847047053
- コスプレ自画撮り部 フォト・バイブルギャンビット（2015年6月6日、ギャンビット、撮影：須崎祐次） ISBN 978-4907462222
- ふなばしり（2015年9月12日、学研マーケティング、撮影：藤本和典） ISBN 978-4056109139
- 鎧美女（2016年10月26日、ポニーキャニオン） ISBN 978-4865292329
- 嫌な顔されながらおパンツ見せてもらいたい写真集（2017年9月29日、一迅社、撮影：青山裕企） ISBN 978-4758015776

### 執筆
- グラビアアイドルの仕事論 打算と反骨のSNSプロデュース術 (2019年4月27日、星海社新書)